# Start of Production
Mit dem englischen Begriff „Start of Production“ (SOP) oder auch „Job No. 1“ (alternativ „Job #1“) wird in der Industrie der Beginn der Serienproduktion bezeichnet. Genau betrachtet handelt es sich dabei um den Zeitpunkt der Produktion des ersten unter Serienbedingungen aus Serienteilen auf Serienwerkzeugen gefertigten Produkts. Die Fertigung von Produkten vor dem SOP wird auch als Vorserie bzw. Vorserienfertigung bezeichnet.
In der Automobilindustrie ist dieser Termin in der Regel etwa 3 Monate vor Auslieferung der ersten Fahrzeuge gewählt, da auf den SOP der Hochlauf bis zur Kammlinie folgt. Auf diese Weise wird durch Vorlaufproduktion und Aufbau eines Lagerbestands eine Mindestlieferfähigkeit zum Markteinführungstermin gewährleistet.
Für die Automobilzulieferer ist der SOP ein wichtiger Meilenstein, da bis dahin für jedes Teil ein ganz bestimmter Reifegrad nachgewiesen werden muss (s. u. VDA QMC-Schriften). Zudem muss der gesamte Produktions- und Belieferungsprozess, die kaufmännische Abwicklung sowie die EDV-Anbindung soweit abgesichert sein, dass die Serienproduktion in großen Stückzahlen durch die laufenden Serienabrufe gedeckt werden kann.
Gegenstück zum SOP ist der EOP (End of Production).